# Chrysoperla sillemi
Chrysoperla sillemi is een insect uit de familie van de gaasvliegen (Chrysopidae), die tot de orde netvleugeligen (Neuroptera) behoort. 
Chrysoperla sillemi is voor het eerst wetenschappelijk beschreven door Esben-Petersen in 1935.